# Le Minotaure
Pour les articles homonymes, voir Minotaure (homonymie).
 (juillet 2020).
Si vous disposez d'ouvrages ou d'articles de référence ou si vous connaissez des sites web de qualité traitant du thème abordé ici, merci de compléter l'article en donnant les références utiles à sa vérifiabilité et en les liant à la section « Notes et références ».
Le Minotaure est une pièce de théâtre de Marcel Aymé. Cette farce a été diffusée pour la première fois le 7 mars 1969 sur la première chaîne de l'ORTF.

## Argument
Gérard Forestier, haut fonctionnaire, fait installer dans son appartement de la rue Saint-Dominique à Paris un tracteur de marque Minotaure. Ayant le mal de la campagne, il se lance avec le mécanicien et la bonne dans une conversation des plus campagnardes. Sa femme est horrifiée par cette chose et le somme de la retirer du salon. Pendant ce temps, des amis snobs arrivent et ne trouvent pas assez de mots pour exprimer leur émerveillement devant cette splendeur...

## Fiche technique
Note : Fiche établie d'après le visionnage du générique de fin de la pièce[source insuffisante].
- Auteur : Marcel Aymé
- Réalisation : Pierre Sabbagh
- Mise en scène : Jean Le Poulain
- Décor : Roger Harth
- Costumes : Donald Cardwell
- Réalisation Sonore : Fred Kiriloff
- Chef de production : Jean Lameloise
- Jean de la vision : Jean Rachou
- Ingénieur du son : Henri Delagne
- Cadreurs : Jacques Courbon, Marcel Grussi, Jean-Pierre Lanvin, Robert Neumann
- Direction de la scène : Edward Sanderson
- Adjoint au directeur de la scène : Jean-Luc Geninasca
- Directeur de la photographie : Lucien Billard
- Script : Yvette Boussard
- Script assistant : Guy Mauplot
- Date et lieu d'enregistrement : 9 novembre 1968 au théâtre Marigny

## Distribution
- Francis Joffo : Mourlon
- Claude Evrard : Gérard Forestier
- Arlette Didier : Marguerite, la bonne
- Anne Carrère : Irène Forestier
- Denise Grey : Rirette
- Jean Le Poulain : Michou

## Liens
- Le site d'un des membres de l'équipe de Au théâtre ce soir
- Le site officiel de Au théâtre ce soir